# Vítkov

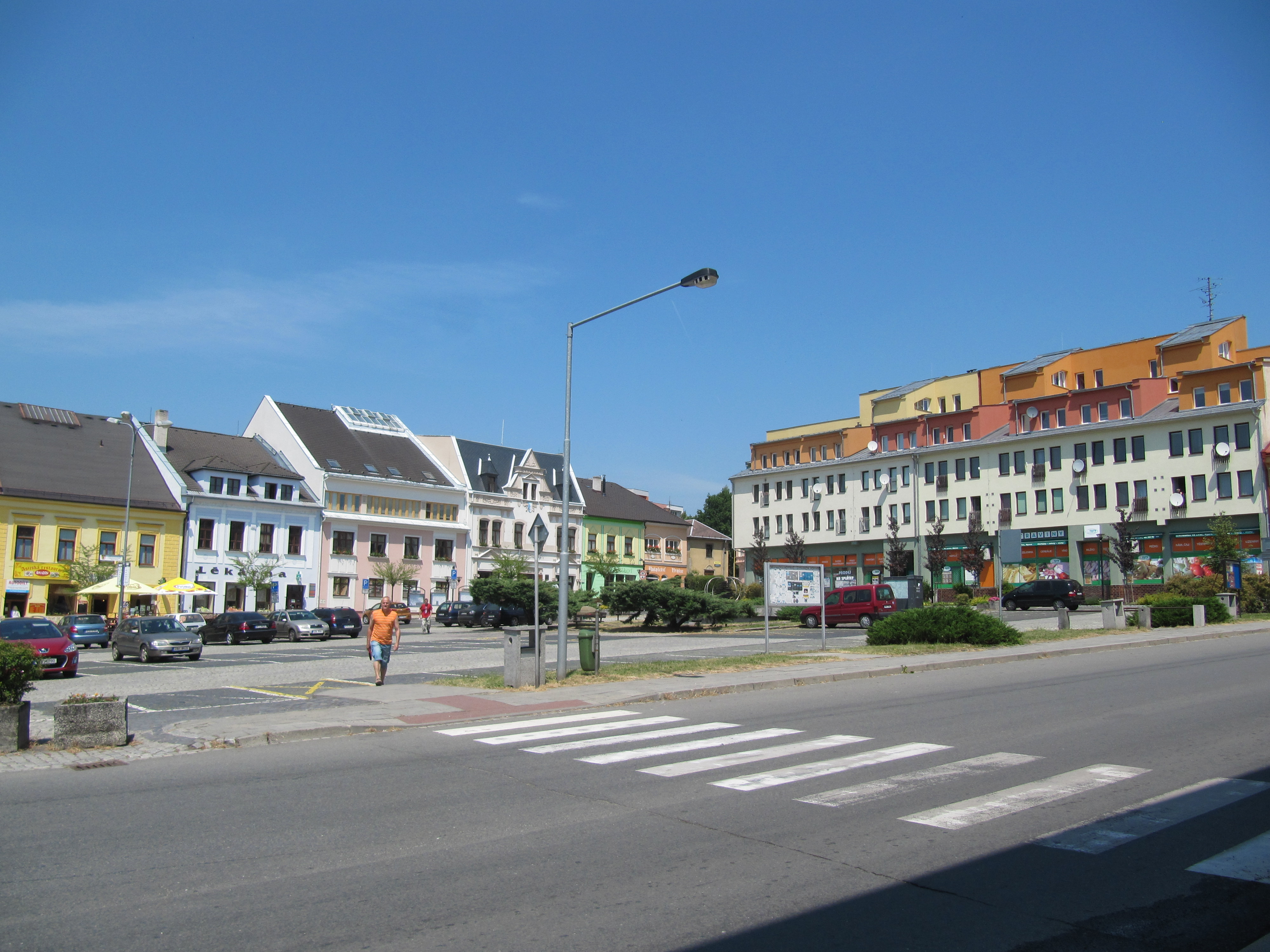
Jan-Zajíc-Platz

Vítkov (deutsch Wigstadtl) ist eine Stadt im Okres Opava in Tschechien. 

## Geographie  und Geologie
Die Stadt liegt nördlich der Oderberge und nordwestlich des Kuhländchens in der Vítkovská vrchovina (Wigstadtler Berge) in  Mährisch-Schlesien im Tal der Čermná (Czerwenka). 
Nachbarorte sind Prostřední Dvůr (Mittelhof) und Větřkovice im Osten, Klokočov (Groß Glockersdorf) im Süden und Čermná im Westen. Nördlich verläuft das Tal der Mohra, dort liegt die Ruine der Burg Vikštejn und der Ort Podhradí.
In der Umgebung von Nové Těchanovice (Neu Zechsdorf) gibt es ein Vorkommen eines grünen Gesteins, eines Lamprophyrs.

## Geschichte

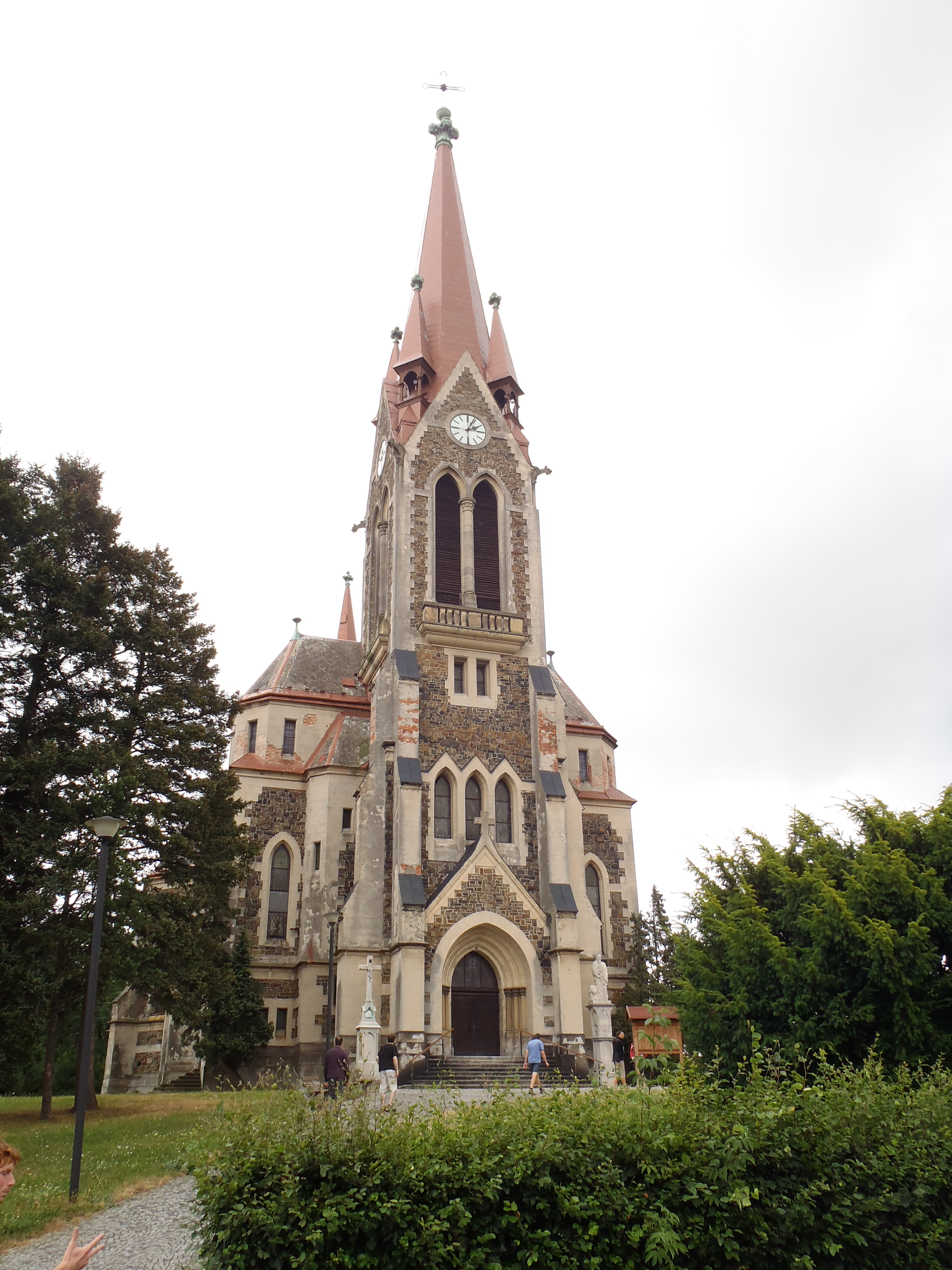
Pfarrkirche Mariä Himmelfahrt

Vermutlich wurde Vítkov zusammen mit der Burg Vikštejn in der Mitte des 13. Jahrhunderts von Vitek von Kravaře gegründet. Erstmals urkundlich erwähnt wurde es im Jahre 1301. Die zu diesem Zeitpunkt bereits mit Leobschützer Recht versehene Stadt gehörte zum Herzogtum Troppau und wurde in der zweiten Hälfte des 14. Jahrhunderts zur herzoglichen Bergstadt erhoben. Nach dem Rückgang des Gold- und Silberbergbaus gelangte Wigstadtl an die Odersky und später die Wipplar von Ulschitz, die die Herrschaft Wigstadtl errichteten und das Barockschlösschen in Oberdorf, das heute als Krankenhaus dient, errichteten. Seit 1523 besaß Wigstadtl Marktrechte. Weitere Besitzer der Herrschaft waren Gustav Berthold von Paczinsky, danach ab 1797 die Troppauer Bürger Joseph Pawliczek und Johann Andreas Streng, die sie im selben Jahre an Emanuel von Zawisch weiter veräußerten.
Im Jahre 1834 umfasste die Herrschaft Wigstadtel das gleichnamige Städtchen, die Dörfer Oberdorf, Niederdorf und Tschirm sowie die Kolonien Mittelhof, Schneckenhof und Scheibenhof mit insgesamt 3604 deutschsprachigen und katholischen Grundsassen. Das untertänige Städtchen Wigstadtel bzw. Witkow bestand aus 244 gut gebauten Häusern um einen Ring und in mehreren Gassen, in denen 1591 Personen lebten. In Wigstadtel gab es eine Pfarrkirche, ein Pfarrhaus, eine Schule, ein Rathaus und ein bürgerliches Bräuhaus. Die unteren Häuser reichten bis an den Bach Czerwenka. Haupterwerbsquellen bildeten Herstellung und der Handel mit Leinwand. Jährlich wurden zwei Jahrmärkte und fünf Wochenmärkte gehalten. Wigstadtel war Pfarrort für Oberdorf, Niederdorf, Tschirm, Mittelhof, Schneckenhof und Scheibenhof. Bis zur Mitte des 19. Jahrhunderts blieb Wigstadtel der Minderherrschaft Wigstadtel untertänig.
1850 wurde Wigstadtl Sitz eines Gerichtsbezirks. Im selben Jahr wurde Niederdorf (Dolní Ves) eingemeindet. 1866 entstand die Papier- und Kartonagenfabrik im Annathal, später am gegenüberliegenden Mohraufer noch ein großer Steinbruch. Ab 1869 gehörte Wigstadtl zum Bezirk Troppau. Mit der Inbetriebnahme der Lokalbahn Zauchtel–Bautsch erhielt Wigstadtl 1891 einen Eisenbahnanschluss. 1920 erfolgte die Eingemeindung von Wigstadtl Oberdorf (Vítkov Horní Ves) mit den Ansiedlungen Scheibenhof (Nýtek), Mittelhof (Prostřední Dvůr), Schneckenhof (Veselka)
Nach der Volkszählung von 1910 lebten 3.570 Menschen in Wigstadtl, wovon 3.547 hier ihren Hauptwohnsitz hatten. 3.544 (99,9 %) von ihnen gaben Deutsch als ihre Muttersprache an. Fast alle Einwohner waren römisch-katholischen Glaubens, nämlich 3.513 (98,4 %). 1930 lebten in der Stadt 4818 Menschen.
Nach dem Münchner Abkommen wurde der Ort dem Deutschen Reich zugesprochen und gehörte bis 1945 zum Landkreis Troppau, Regierungsbezirk Troppau, im Reichsgau Sudetenland. 1945 wurden die meisten der deutschsprachigen Einwohner nach Deutschland vertrieben.
1957 wurde Podhradí, das bis 1952 Dolní Víkštejn hieß, Teil von Vítkov. 1975 kamen auch Lhotka, Nové Těchanovice und Čermná zur Stadt hinzu. 1979 erfolgte die Eingemeindung von Větřkovice (mit Jelenice und Nové Vrbno). Seit 1992 sind Větřkovice und Čermná wieder selbstständige Gemeinden. Im Zuge der Verkleinerung des Truppenübungsplatzes Libavá wurde zum 1. Januar 2016 der Katastralbezirk Hadinka nach Vítkov ausgegliedert und dem Katastralbezirk Klokočov u Vítkova zugeschlagen. 

### Demographie
| Jahr | Einwohner | Anmerkungen                                                         |
| ---- | --------- | ------------------------------------------------------------------- |
| 1857 | 2.556     | [ 5 ]                                                               |
| 1900 | 3.576     | deutsche Einwohner, mit Wigstadtl-Oberdorf 5.438 deutsche Einwohner |
| 1930 | 4.818     | [ 7 ]                                                               |
| 1939 | 4.490     | [ 7 ]                                                               |

## Sehenswürdigkeiten
- Die Pfarrkirche Mariä Himmelfahrt wurde zwischen 1913 und 1918 im neugotischen Stil an der Stelle eines Vorgängerbaus aus dem 16. Jahrhundert errichtet. Das weithin sichtbare Bauwerk besitzt einen 62 m hohen Turm.
- Ruine der Burg Vikštejn aus dem 13. Jahrhundert.

## Gemeindegliederung
Vítkov besteht aus den Ortsteilen Jelenice (Hirschdorf), Klokočov (Groß Glockersdorf), Lhotka (Nitschenau), Nové Těchanovice (Neu Zechsdorf), Podhradí (Niederwigstein), Prostřední Dvůr (Mittelhof), Vítkov (Wigstadtl) und Zálužné (Mohradorf). Grundsiedlungseinheiten sind Annino údolí (Annathal), Březí (Birkenhütten), Horní Ves (Oberdorf), Jelenice, Klokočov, Lhotka, Na Kaménce, Nové Těchanovice, Odersko, Podhradí, Prostřední Dvůr, U hřbitova, U rybníka, Vítkov-střed und Zálužné. Außerdem liegen die Weiler Františkův Dvůr (Franzenshof), Hadinka (Ottermühle), Nýtek (Scheibenhof) und Veselka (Schneckenhof) auf den Gemeindefluren.
Das Gemeindegebiet gliedert sich in die Katastralbezirke Jelenice, Klokočov u Vítkova, Lhotka u Vítkova, Nové Těchanovice und Vítkov.

## Städtepartnerschaften
- Kalety, Polen
- Praso, Italien

## Söhne und Töchter der Stadt
- Ferdinand Hanusch (1866–1923), Sozialdemokrat, Gründer der Arbeiterkammer und prägender Mitgestalter der österreichischen Sozialpolitik
- Emma Grüner (1877–1953), Schriftstellerin
- Karl Mader (1890–1963), Politiker (SPD)
- Willi Mader (1898–1982), Schriftsteller und Kommunalpolitiker (SPD)
- Ildefons Pauler (1903–1996), Hochmeister des Deutschen Ordens
- Franz W. Seidler (* 1933), Historiker und Autor
- Erhard Salzborn (1939–2020), Physiker, Hochschullehrer in Gießen
- Jan Zajíc (1950–1969), Student, verbrannte sich aus Protest gegen den sowjetischen Einmarsch auf dem Prager Wenzelsplatz
- Lukáš Vaculík (* 1986), Freestyle-Skier
- Jakub Dohnálek (* 1988), Fußballspieler